# PZL.56 Kania
PZL.56 Kania (PZL-56) – projekt polskiego samolotu myśliwskiego konstrukcji inżyniera Wsiewołoda Jakimiuka, opracowywany w Państwowych Zakładach Lotniczych w roku 1939.

## Historia
Opracowywany w 1939 roku PZL.56 Kania, stanowił daleko posunięte rozwinięcie myśliwca PZL.50 Jastrząb. Projekt przewidywał wykorzystanie nowych, mocniejszych silników rzędowych Hispano-Suiza. Biorąc za pewnik przewidywania konstruktorów tego francuskiego silnika, że w krótkim czasie osiągnie on moc rzędu 1400 – 1600 KM, zakładano iż nowy samolot wykaże się dobrymi osiągami. Do roku 1939 silniki te jednak z zakładanej mocy 1400 – 1600 KM osiągnęły jedynie 1000 KM. Stawiało to pod znakiem zapytania planowane osiągi „Kani” czy nawet sens całego projektu PZL.56.

## Służba w lotnictwie
Samolot ten nigdy nie wyszedł poza stadium projektu i tym samym nigdy nie trafił do produkcji oraz służby w lotnictwie.

## Opis techniczny
Całkowicie metalowy (duralowy) dolnopłat. Podwozie samolotu klasyczne dwukołowe chowane z kółkiem ogonowym. Kabina pilota jednomiejscowa, zamknięta. Uzbrojenie to 4 karabiny maszynowe kaliber 7,92 mm oraz 1 działko, prawdopodobnie przewidywano także 300 lub 500 kg ładunek bombowy. Napęd to jeden silnik rzędowy Hispano-Suiza 12Z o mocy przewidywanej około 1000 KM a docelowej 1400-1600 KM.

## Wersje
- PZL.56 – samolot myśliwski, projekt[4].

## Dane
Źródło

### Ogólne charakterystyki
- Napęd: 12-cylindrowy silnik rzędowy w układzie V Hispano-Suiza 12Z chłodzony cieczą o mocy około 1030-1177 kW (1400-1600 KM), napędzający 3-łopatowe metalowe śmigło.
- Uzbrojenie:
  - Strzeleckie: jedno stałe działko kalibru 20 mm typu Hispano-Suiza w przodzie kadłuba (strzelające przez wał śmigła) i osiem stałych karabinów maszynowych kalibru 7,92 mm typu PWU wzór 36 (w tym dwa w przodzie kadłuba i sześć w skrzydłach lub – docelowo – wszystkie osiem w skrzydłach).
  - Bombowe: do 500 kg bomb na zewnętrznych zaczepach pod kadłubem i/lub skrzydłami.

### Osiągi
- Prędkość maksymalna: (planowana) powyżej 500 km/h